# Elymnias umbratilis
Elymnias umbratilis är en fjärilsart som beskrevs av James John Joicey och Alfred Noakes 1915. Elymnias umbratilis ingår i släktet Elymnias och familjen praktfjärilar. Inga underarter finns listade i Catalogue of Life.